# Ictis

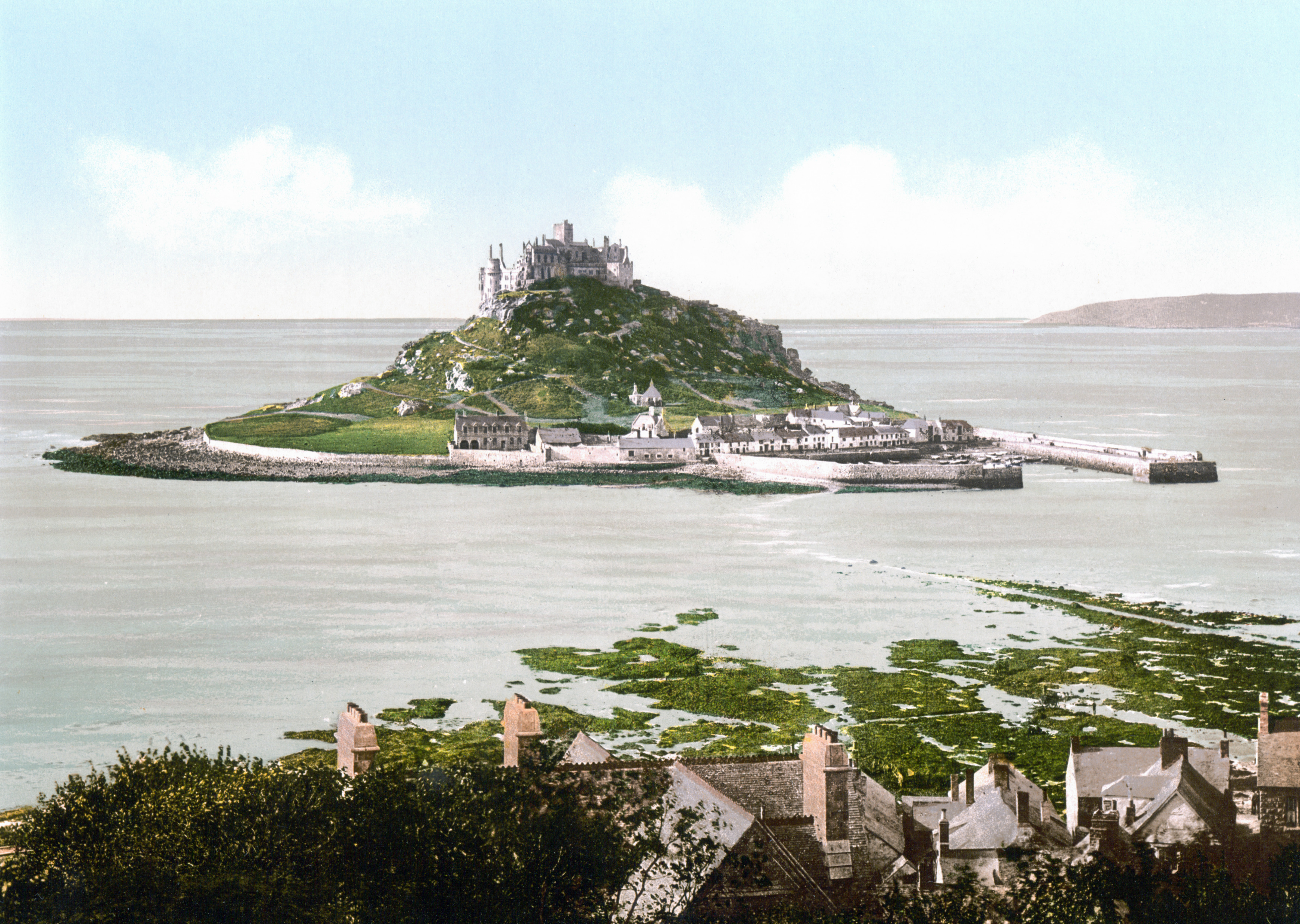
St Michael's Mount, en av flera kandidater till att vara den omtalade ön Ictis.

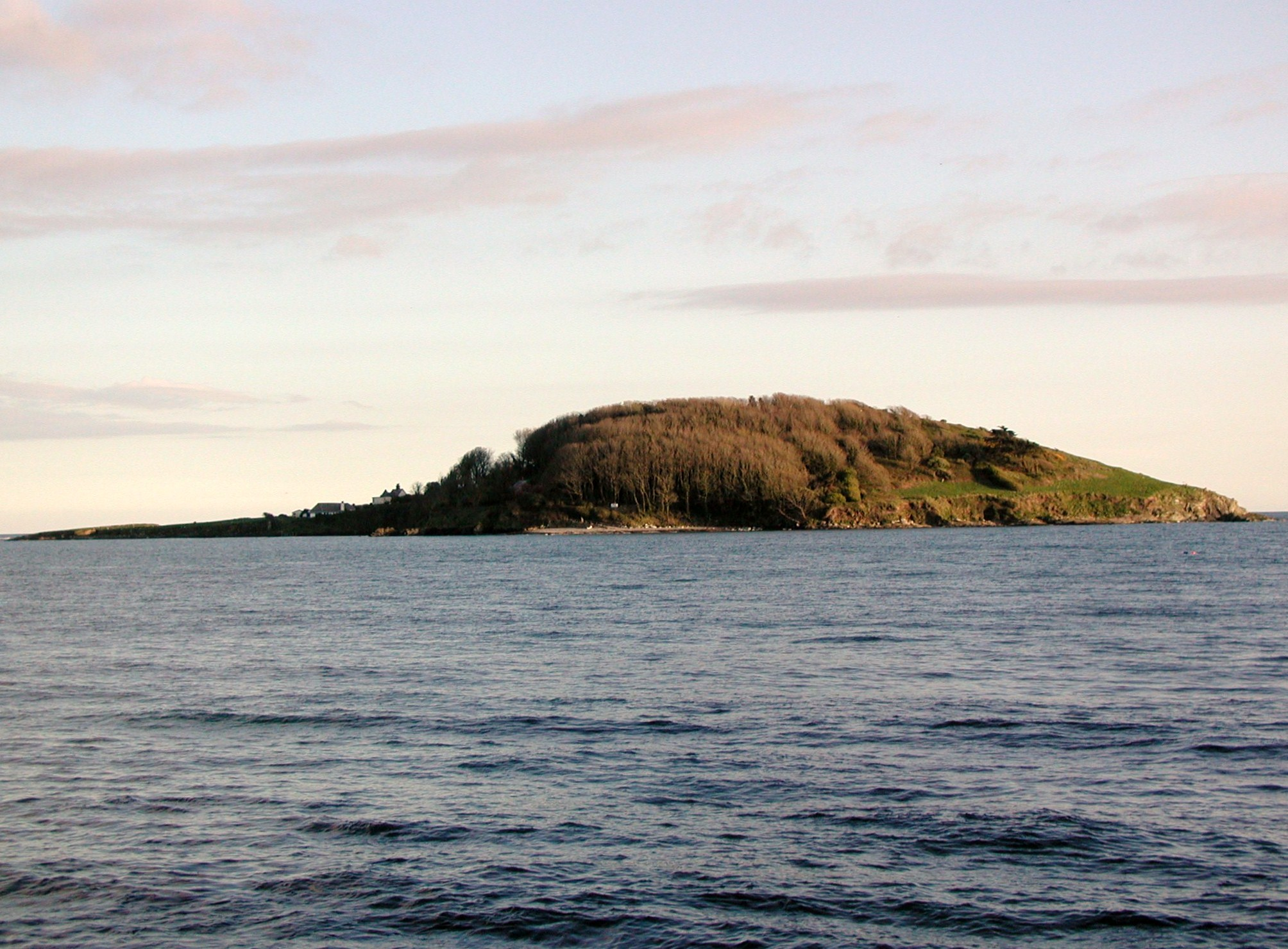
Looe, Cornwall, en annan ö-kandidat

Ictis, eller Iktin, är eller var en ö som enligt den sicialiansk-grekiska historikern Diodorus Siculus var ett center för framställningen och handeln med tenn århundradet före Kristus.
Det är allmänt accepterat att Ictis var en ö någonstans utanför vad som nu är södra Englands kust, men forskare diskutera dess exakta position. Kandidater inkluderar St Michael's Mount och Looe, både nära kusten av Cornwall, halvön Mount Batten i Devon, och ö som heter Isle of Wight, längre österut.